# Haute Cime
Haute Cime är ett berg i Schweiz.   Det ligger i distriktet Saint-Maurice och kantonen Valais, i den sydvästra delen av landet, 100 km söder om huvudstaden Bern. Toppen på Haute Cime är 3 257 meter över havet. Haute Cime ingår i Dents du Midi.
Terrängen runt Haute Cime är huvudsakligen mycket bergig. Närmaste större samhälle är Monthey, 10,9 km norr om Haute Cime. 
I omgivningarna runt Haute Cime växer i huvudsak blandskog. Runt Haute Cime är det ganska glesbefolkat, med 22 invånare per kvadratkilometer.